# Dusicyon australis
Il dusicione (Dusicyon australis Kerr 1792), detto anche lupo antartico, volpe delle Falkland, lupo-volpe o warrah, era un canide cerdocionino endemico delle Isole Falkland. Unica specie del suo genere, è stata la prima fra i canidi ad estinguersi in tempi storici, con l'ultimo esemplare segnalato nel 1876.
Esso era presente sia sull'isola occidentale che su quella orientale delle Falkland, con popolazioni che mostravano differenti caratteristiche secondo Charles Darwin, il quale ne annotò una descrizione nel suo diario di viaggio. Il pellame del dusicione era di color tenné, ad eccezione del sottogola e dell'apice della coda bianchi. La sua dieta non è stata descritta in modo esaustivo prima dell'estinzione, ma è probabile che avesse una dieta simile a canidi della sua taglia, comprendente uccelli, quali anatidi e pinguini, nonché insetti e carogne. Come altri membri della sua famiglia, è stato ipotizzato inoltre che realizzasse delle tane.
In passato si riteneva che il dusicione fosse strettamente imparentato con i canidi del genere Lycalopex, fra cui il culpeo, che è stato introdotto alle isole in tempi moderni, ma nel 2009 un'analisi cladistica del DNA ha rivelato che la specie ad esso più vicina è il crisocione del Sudamerica, dal quale si diversificò circa 6.7 milioni di anni fa.

## Storia

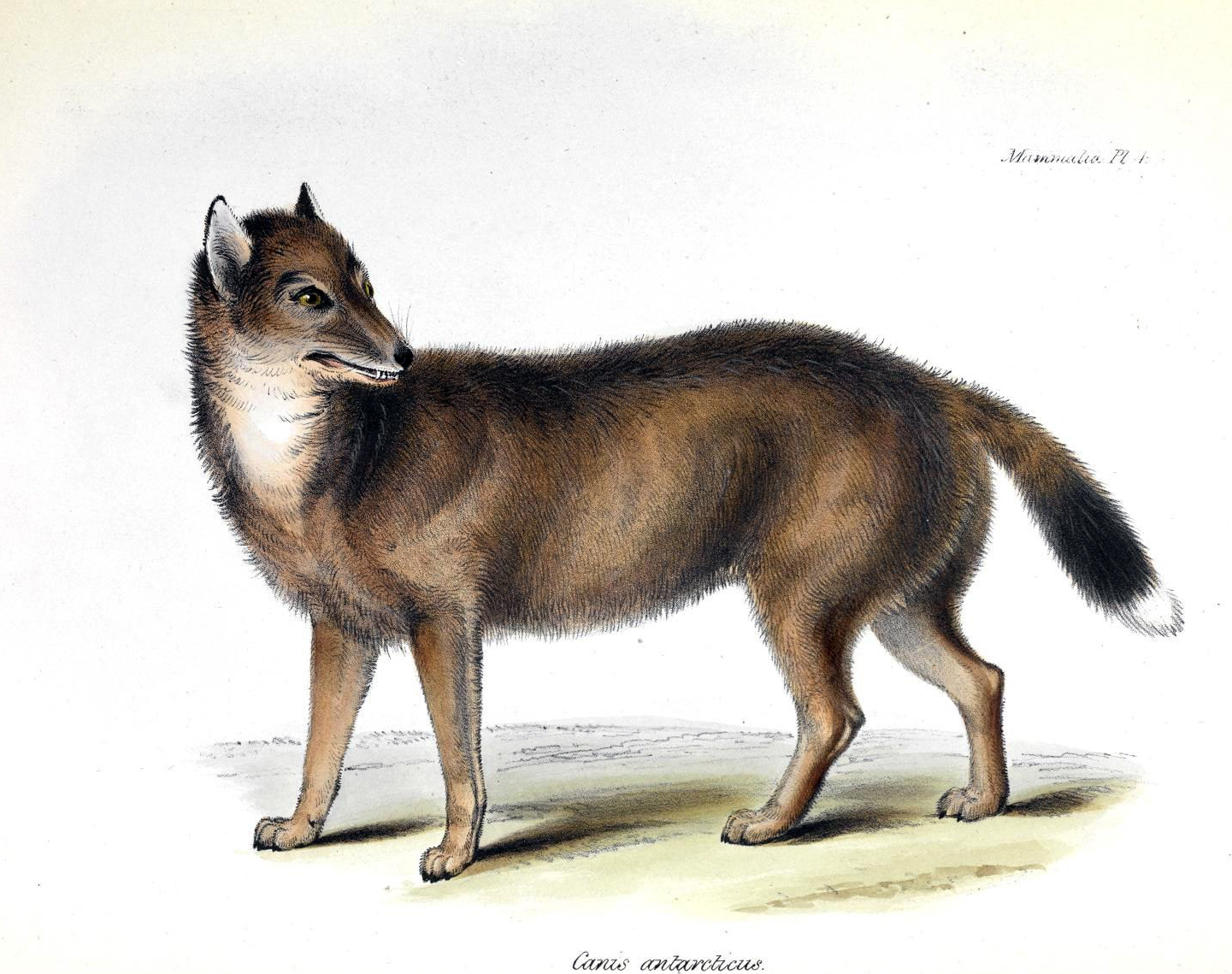
Illustrazione di dusicione da Zoology of the Voyage of H.M.S. Beagle

La prima segnalazione fu da parte del Capitano John Strong nel 1609. Strong catturò un esemplare e cercò di riportarlo in Europa, ma la creatura si buttò nel mare quando fu spaventata dallo sparo dei cannoni durante uno scontro con una flotta francese. Louis Antoine de Bougainville, che stabilì il primo insediamento sulle Falkland, lo nominò loup-renard.

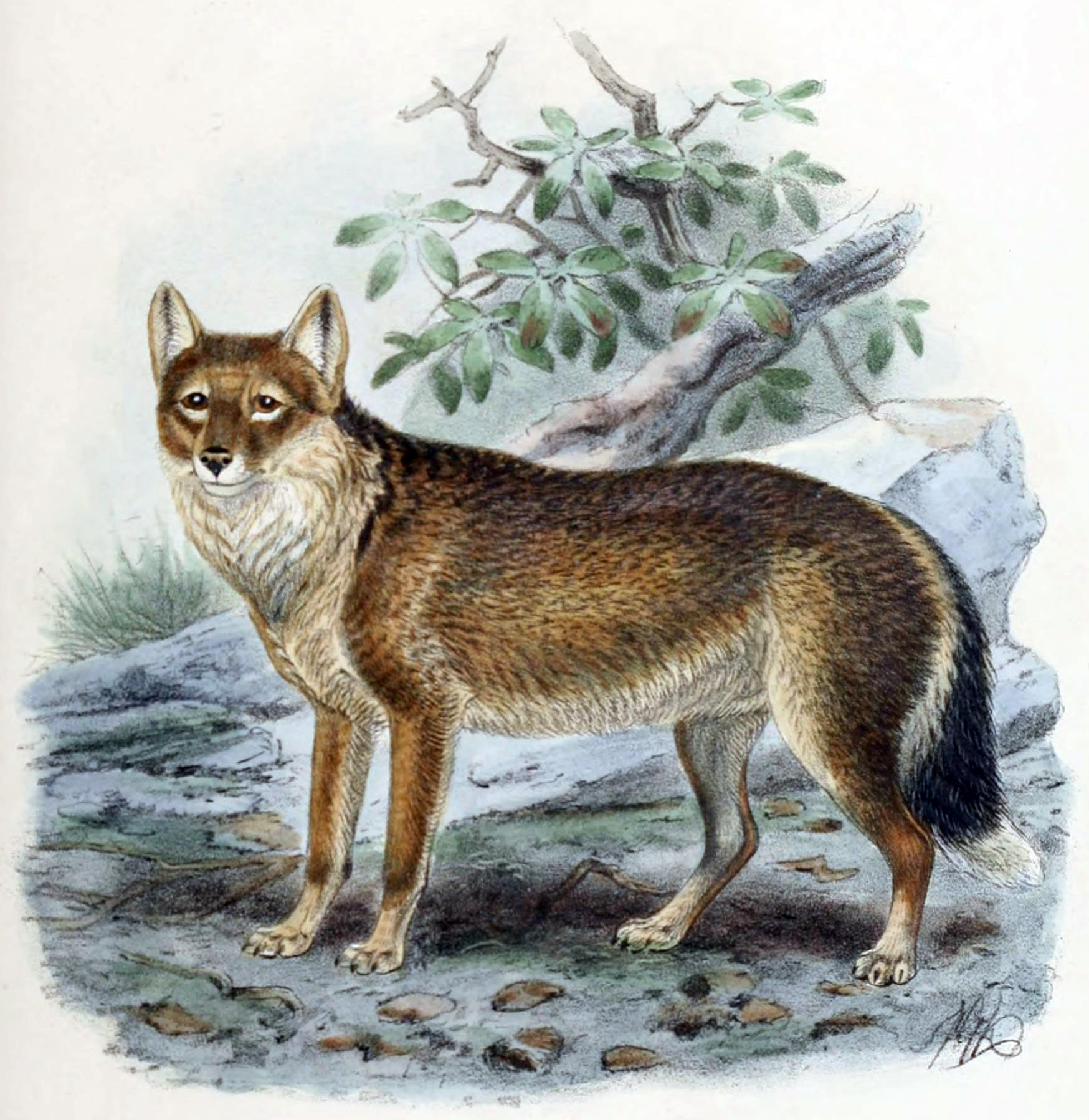
Illustrazione di John Gerrard Keulemans (1842–1912)

Quando Charles Darwin visitò le isole nel 1833, trovò la specie sia sul Falkland occidentale che orientale, notando che la specie non dimostrava timore verso l'uomo. L'animale era già raro a quel periodo sul Falkland orientale, e i suoi numeri stavano rapidamente diminuendo sul Falkland occidentale. Nel 1865, scomparve dalla parte est del Falkland orientale. Darwin predisse che il dusicione si sarebbe presto unito al dodo nell'estinzione. Fu infatti cacciato per la sua pelliccia pregiata, e i pastori lo avvelenavano, considerandolo una minaccia per le pecore. Sulle isole non c'erano foreste in cui la specie potesse rifugiarsi, e la sua mancanza di timore verso l'uomo lo rendeva una preda facile da adescare e uccidere con un bastone o un pugnale.
Un esemplare vivo fu portato allo Zoo di Londra nel 1868 e un altro nel 1870. Nessuno dei due sopravvisse a lungo. Solo una dozzina di esemplari museali esistono oggi. L'ultimo esemplare fu ucciso nel 1876 a Shallow Bay nel Falkland Occidentale.